# Christopher Dresser

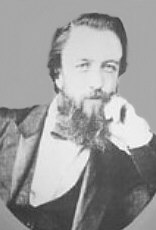
Christopher Dresser

Christopher Dresser (* 4. Juli 1834 in Glasgow; † 24. November 1904 in Mülhausen) war ein britischer Designer. Dresser gilt als der erste professionelle unabhängige Industriedesigner Großbritanniens und wird heute – neben William Morris – als ein Pionier des Jugendstils betrachtet.

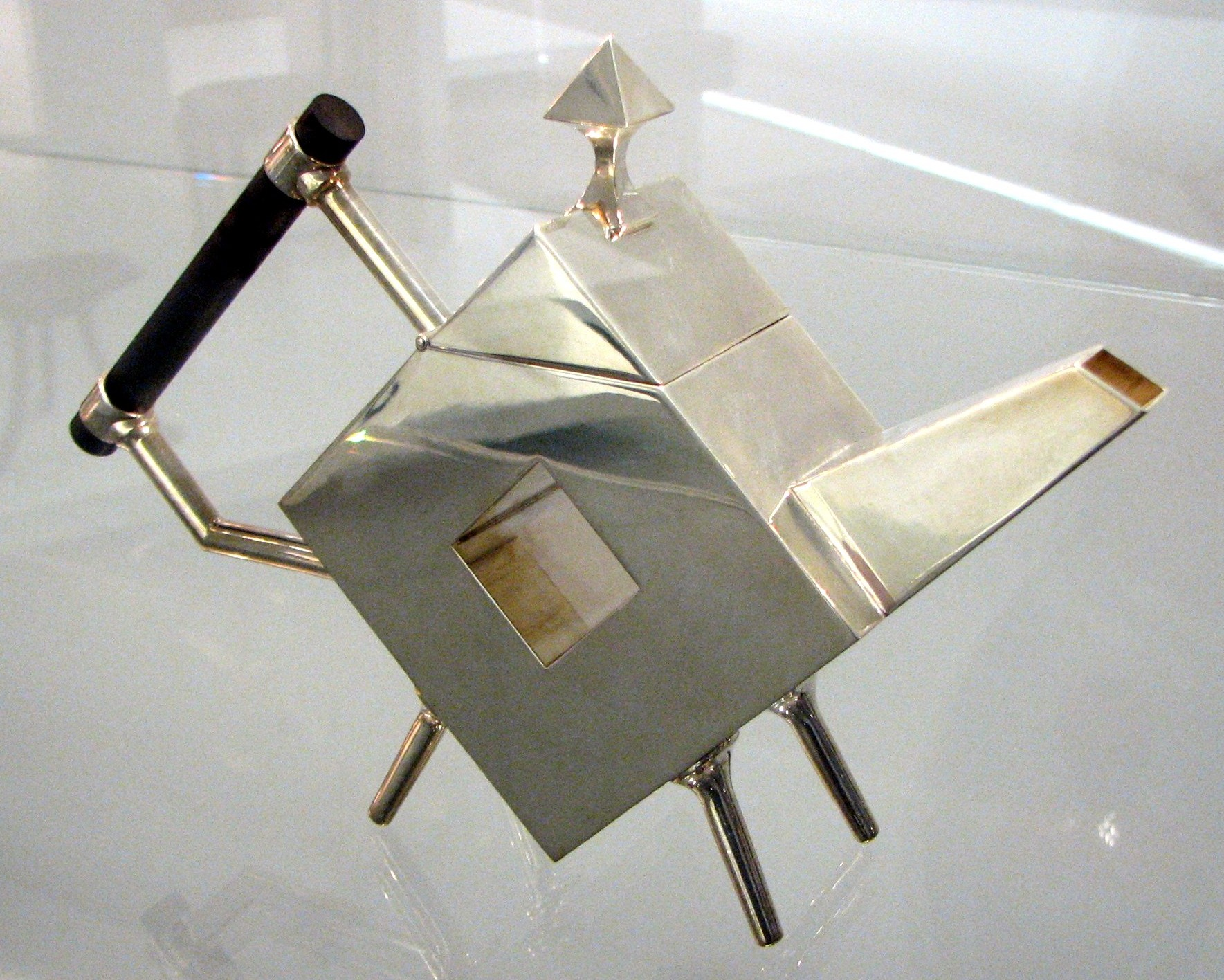
Teekanne, um 1879 von Dresser entworfen

## Leben
1847 ging Dresser an die Londoner Government School of Design in Somerset House, um Botanik und Zeichnen zu studieren. Anschließend wurde er 1855 ebendort zum Professor ernannt. 1859 erhielt er von der Universität Jena für eine Arbeit über die Morphologie von Pflanzen einen Doktortitel. Seit 1858 als Designer tätig waren seine Entwürfe zunächst sehr von der Ästhetik der Arts and Crafts Movement beeinflusst.
In seiner frühen Phase bis 1876 versuchte er, maschinengeeignete Formen für seine Gestaltungen zu entwickeln. Während das Frühwerk eher ornamental bestimmt war und durchaus als historistisch einzuordnen ist, wurde das Spätwerk zunehmend ornamentlos puristisch. In diesem profilierten Stil entwarf Dresser schier minimalistische Gebrauchsobjekte: Seine Entwürfe von aus geometrischen Grundformen entwickelten Metall-Teekannen antizipierten auf verblüffende Weise die scharfe Geometrie des Art déco und den Funktionalismus der 1920er Jahre, wie ihn beispielsweise das Bauhaus vertrat. 1870 wurde sein Name "Dr. Dresser" zur eingetragenen Marke, und 1879 war er Mitbegründer der Linthorpe Art Pottery, die vor allem seine Entwürfe von glasierten Keramikvasen herstellte. Dresser arbeitete mit allen Materialien – vorwiegend aber in Metall – für mehr als 50 Hersteller. Von 1880 bis um 1895 war er leitender Designer bei James Couper & Sons, bis ihn George Walton in dieser Funktion ablöste.
1877 bereiste er während der Satsuma-Rebellion Japan (hier insbesondere die Kinai- bzw. Kinki-Ebene) um für das britische South Kensington Museum diverse Kunstgegenstände zu erwerben. Die während seiner Reise festgehaltenen Eindrücke veröffentlichter er 1882 in dem über 450 Seiten und über 200 Zeichnungen umfassenden Werk Japan. Its Architecture, Art, and Art Manufactures.
Als designhistorisches Kuriosum war Christopher Dresser nach der Jahrhundertwende in Vergessenheit geraten, aus der ihn erst der Kunsthistoriker Nikolaus Pevsner 1937 durch einen Artikel in der Zeitschrift Architectural Record wieder einer breiteren Öffentlichkeit in Erinnerung rief und Dressers Ruf als visionärer Vorläufer modernen Designs begründete. Einzelne seiner Entwürfe wurden neu aufgelegt, so 1993 die „Konische Zuckerdose“ von Alessi.